# Vine
Vine là một dịch vụ chia sẻ video dạng ngắn. Vine bắt đầu hoạt động từ tháng 6 năm 2012. Đến tháng 10 năm 2012, được Twitter mua lại - tức ngay trước khi Vine được ra mắt chính thức.
Vine cho phép người dùng ghi lại và chỉnh sửa những đoạn video chỉ dài 6 giây, sau đó đưa lên mạng xã hội của Vine và chia sẻ trên các mạng xã hội khác như Facebook và Twitter. Người dùng có thể tìm các đoạn video của những người dùng Vine khác qua chức năng tìm kiếm trên ứng dụng của Vine. Ứng dụng của Vine còn có thể nhóm các video có chung chủ đề, và đưa ra danh sách những video đang hot nhất.
Vine là một cổng video để trao đổi những bộ phim rất ngắn. Người dùng đã đăng ký có thể tải lên video clip dài 6 giây lên cổng, "chia sẻ" chúng với những người khác theo như mạng xã hội khác. Dịch vụ trực tuyến đã được Twitter Inc. mua lại vào mùa thu năm 2012. Các ứng dụng miễn phí dành cho Android, iOS, Windows 10 Mobile và Windows 10 đã có sẵn.
Vào ngày 27 tháng 10 năm 2016, Twitter và Vine đã thông báo ngừng dịch vụ và ứng dụng video Vine trong những tháng tới. Tuy nhiên, người dùng đã được thông báo trước về điều này. Việc đóng cửa cuối cùng của Vine đã diễn ra vào ngày 17 tháng 1 năm 2017. Kể từ đó, mạng không còn có thể được thêm vào video mới, nhưng chỉ có thể tải xuống các video cũ.